# دانیل فرل
دانیل فرل (انگلیسی: Daniel Ferl؛ زادهٔ ۱۹ مارس ۱۹۸۰) بازیکن فوتبال اهل آلمان است.
از باشگاه‌هایی که در آن بازی کرده‌است می‌توان به باشگاه فوتبال زاکسن لایپزیگ، باشگاه فوتبال لوکوموتیو لایپزیگ، و باشگاه فوتبال آلمانیا آخن اشاره کرد.